# Мазуров, Георгий Николаевич
Георгий Николаевич Мазуров (18 мая 1867 — 1918) — русский военный моряк, генерал-майор флотского экипажа.

## Биография
Сын корабельного инженера, генерал-лейтенанта Николая Матвеевича Мазурова (1829—1898) и жены его Надежды Фёдоровны Якимовской (1834—1893).
27 апреля 1887 года он окончил Морское училище с производством в чин мичмана, а в 1891 году — окончил Артиллерийский Офицерский класс.
27 апреля 1892 года переведен в Гвардейский флотский экипаж и в 1892—1895 годах совершил заграничное плавание на крейсере «Рында». 1 января 1894 года произведён в лейтенанты.
В 1899 году совершил заграничное плавание на императорской яхте «Полярная звезда» и 18 апреля того же года был награждён орденом Святого Станислава 3-й степени.
В 1900—1901 годах принимал участие военных действиях в Китае в должности артиллерийского офицера крейсера «Адмирал Нахимов» .
Во время русско-японской войны, в должности вахтенного начальника крейсера «Адмирал Нахимов», участвовал в походе 2-й Тихоокеанской эскадры. 6 декабря 1904 года награждён орденом Святой Анны 3-й степени, 17 апреля 1905 года произведён в капитаны 2-го ранга и переведён в 3-й флотский экипаж.
14-15 мая 1905 года участвовал в Цусимском сражении и был ранен. После гибели крейсера был спасён из воды японским вспомогательным крейсером «Садо-мару» и взят в плен. Находился в плену до 1 ноября 1905 года, а 5 ноября прибыл во Владивосток на пароходе «Владимир». 
По окончании войны, с 20 марта 1906 года состоял членом комиссии для производства теоретического экзамена чинам учебно-артиллерийского отряда Балтийского флота, а с 28 марта по 24 апреля 1906 года командовал миноносцем № 102. Затем он был переведён на должность старшего офицера крейсера «Память Азова» и летом того же года, во время мятежа на крейсере, был тяжело ранен.
За отличие в русско-японской войне был награждён орденом Святого Владимира 4-й степени с мечами и бантом.
4 ноября 1906 года назначен старшим офицером крейсера «Паллада» и занимал эту должность до 1 августа 1908 года, когда был назначен исправляющим должность помощника командира 2-го флотского экипажа по хозяйственной части. 25 марта 1912 года произведён в капитаны 1-го ранга, с утверждением в занимаемой должности.
Кроме непосредственной служебной деятельности состоял членом и председателем комиссии для медицинского осмотра и приёма новобранцев, член суда чести для штаб-офицеров, состоящих в частях Морского ведомства, расположенных в Санкт-Петербурге, его окрестностях и Архангельске, а также во время создания храма «Спас-на-водах» занимался составлением списков погибших. За отлично-усердную службу он удостаивался Монаршего благоволения.
Вечером 2 июня 1912 года, находясь в отпуске, совершал полёт на аэроплане "Фарман" пассажиром с лётчиком, поручиком 7-й воздухоплавательной роты Гартманом. При неудачном спуске был выброшен из аппарата, сломал правую ключицу и получил лёгкие ушибы тела.
С началом Первой мировой войны был назначен командиром отдельного батальона 2-го флотского экипажа и принимал участие в боях, за отличие в которых был награждён мечами к орденам Святой Анны 2-й степени и Святого Владимира 3-й степени. 19 января 1915 года произведён в генерал-майоры «за отличие в делах против неприятеля» и в марте был назначен командиром Морского полка особого назначения.
В 1916 году участвовал в обороне реки Припяти, за что удостоился Высочайшей благодарности и был награждён орденами Святого Станислава 1-й степени с мечами и Святой Анны 1-й степени с мечами. 11 сентября 1916 года назначен начальником Морской бригады особого назначения и командовал ею до революции.
С конца 1917 года Мазуров проживал в Петрограде и, вероятно, в начале сентября 1918 года, вместе с братом Николаем Николаевичем, был утоплен в числе заложников на барже в Финском заливе, около Кронштадта.
23 марта 1919 года английский военный священник Ломбард сообщал лорду Керзону: «…В последних числах августа две барки, наполненные офицерами, потоплены, и трупы их были выброшены в имении одного из моих друзей, расположенном на Финском заливе, многие были связаны по двое и по трое колючей проволокой». Таким же способом – «потоплением на барже землечерпательного каравана» – были умерщвлены вице-адмирал В.К. Гирс, инженер-генерал-лейтенант А.И. Моисеев, инженер-генерал-майор В.И. Невражин и многие другие. В своих «Воспоминаниях» об этом же свидетельствует известный инженер-гидрограф-геодезист А.П. Белобров. Он пишет, что в августе 1918 года он был командиром эсминца «Амурец», напротив которого на Неве у Николаевского моста стояла большая деревянная баржа, куда свозили многих офицеров, в том числе и Г.Н. Мазурова, отца его однокашника Николая Георгиевича Мазурова. Баржу увели в сторону Кронштадта, но до Кронштадта она не дошла, её затопили.

## Семья
- Брат — Николай Николаевич Мазуров (26.11.1860 — ок. 1918), генерал-майор, командир 19-го драгунского Архангелогородского полка, участник Первой мировой войны.
- Брат — Леонид Николаевич Мазуров (10.05.1869 — после 1928), офицер, действительный статский советник, начальник Кишиневского почтово-телеграфного округа. После Октябрьской революции — в Вооруженных силах Юга России. Эмигрировал из России в 1920 году.
- Сестра — Надежда Николаевна Мазурова (28.12.1870 — 07.12.1915[5]), сестра милосердия Петроградской Александровской общины Красного Креста.

Жена — Александра Сергеевна Мазурова (урожд. княжна Путятина, сестра М.С.Путятина; 1869—1942, умерла в блокадном Ленинграде)
- Сын — Николай Георгиевич Мазуров (4 марта 1893—1921) — лейтенант, участник Кронштадтского восстания 1921 года. Расстрелян в числе пленных участников восстания[8].
- Дочь — Наталья Георгиевна, в замуж. Ганенфельдт (1897—1975, Москва). Ее муж — Николай Владимирович Ганенфельдт (1893—после 1945), капитан 1 ранга, «закончил службу в чине капитана I ранга и в должности заместителя начальника Высшего Военно-морского пограничного училища. До этого он много лет прослужил в ВВМУ им. М. В. Фрунзе»[4].
- Дочь — Надежда Георгиевна, в замуж. Попова (1903—1976). Сыновья: Сергей Дмитриевич (1926–1994) и Вадим Дмитриевич (1932–2001)[4] Поповы.
- Дочь — Александра Георгиевна, в замуж. Абрамович-Блэк (1904—1959). Ее муж — Сергей Иванович Абрамович-Блэк.
- Сын — Георгий Георгиевич Мазуров (11.04.1909 — 08.05.1981) — 11-кратный Чемпион СССР по прыжкам в воду, заслуженный мастер спорта СССР, почётный председатель Всесоюзной Федерации по прыжкам в воду, участник Великой Отечественной войны.[9]